# Astragalus conjunctus
Astragalus conjunctus es una especie de planta herbácea perteneciente a la familia de las leguminosas. Es originaria de Estados Unidos. 

## Distribución
Es una planta herbácea perennifolia que se encuentra en Estados Unidos, donde se distribuye por Idaho y Oregón.

## Taxonomía
Astragalus conjunctus fue descrita por Sereno Watson y publicado en Proceedings of the American Academy of Arts and Sciences 17: 371. 1882.
Etimología
Astragalus: nombre genérico derivado del griego clásico άστράγαλος y luego del Latín astrăgălus aplicado ya en la antigüedad, entre otras cosas, a algunas plantas de la familia Fabaceae, debido a la forma cúbica de sus semillas parecidas a un hueso del pie.
conjunctus: epíteto latíno que significa "conjunto".
Sinonimia
- Astragalus conjunctus var. conjunctus
- Astragalus reventus var. conjunctus (S.Watson) M.E.Jones
- Phaca conjuncta (S.Watson) Piper
- Tium conjunctum (S.Watson) Rydb.[4][5]